# Astronomia gwiazdowa

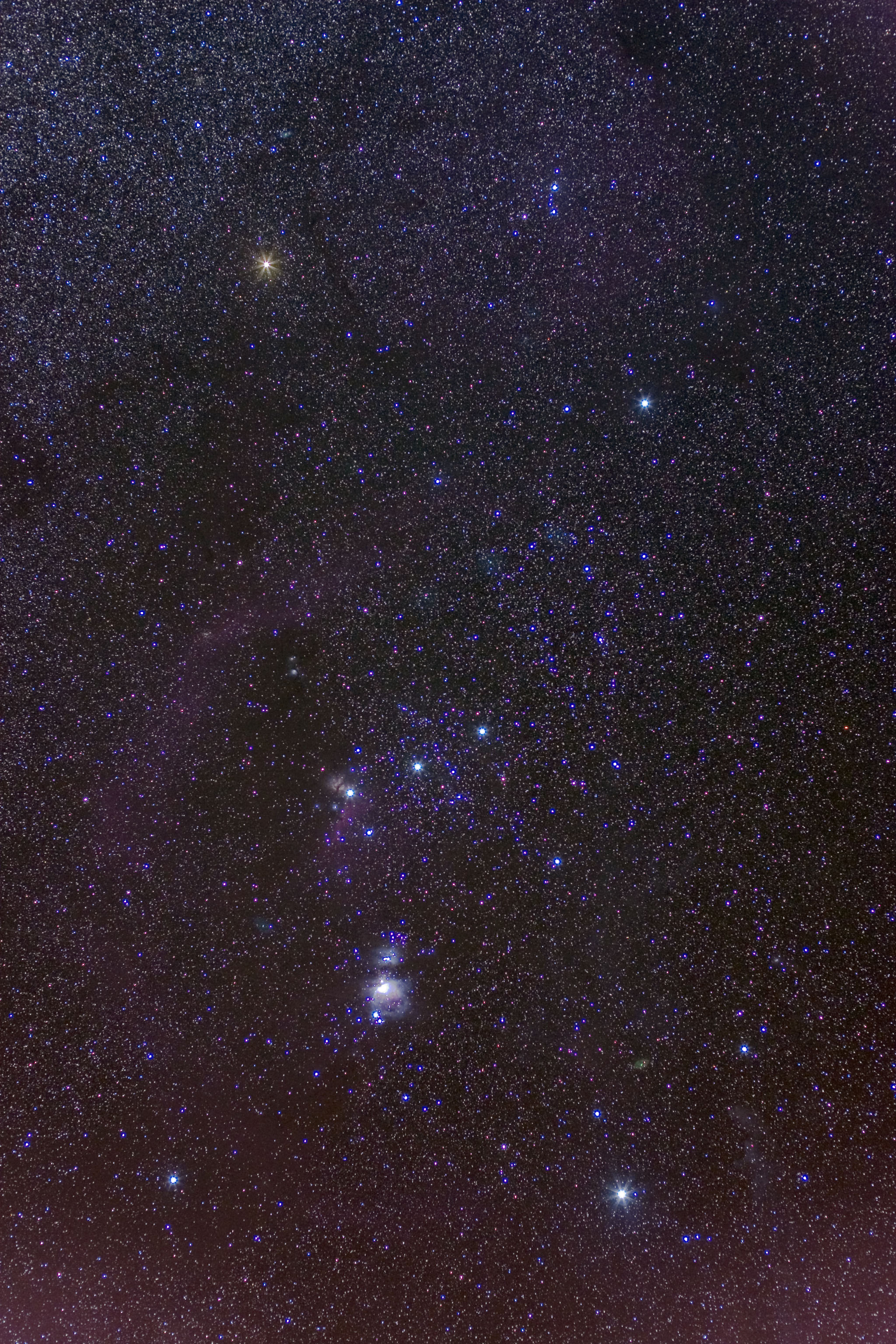
Gwiazdozbiór Oriona utworzony przez jasne gwiazdy z wyraźnie widoczną Mgławicą Oriona

Astronomia gwiazdowa – dział astronomii badający gwiazdy – ich właściwości fizyczne, oddziaływanie i ewolucję, w tym pochodzenie.